# John Mayall & the Bluesbreakers
John Mayall & the Bluesbreakers – brytyjski zespół blues-rockowy, założony w Londynie przez Johna Mayalla w 1963 i działający do 1969 roku, reaktywowany w 1982 i działający do 2008 roku. Był jednym z pierwszych przedstawicieli blues-rocka w Wielkiej Brytanii. Rozpoczęli w nim kariery m.in. John McVie, Peter Green, Mick Fleetwood i Mick Taylor.

## Historia

### Lata 60.
John Mayall w 1963 przeniósł się do Londynu, aby zostać profesjonalnym muzykiem. Boom przeżywał wówczas rhythm and blues i jego wykonawcy: The Rolling Stones, The Spencer Davis Group i The Animals. Mayall postanowił założyć zespół, do którego zaangażował kilku muzyków, w tym Johna McVie. Zespół (pod nazwą John Mayall And The Blues Breakers) rozpoczął regularne występy w Marquee Club, miejscu, które okazało się odskocznią dla wielu znanych zespołów, w tym The Rolling Stones i The Who. The Bluesbreakers ostatecznie zwrócili na siebie uwagę wytwórni Decca, która w 1964 roku zaoferowała Mayallowi kontrakt. 8 maja tego samego roku zespół wydał swój debiutancki singiel, „Crawling Up A Hill”. W tym samym roku Mayall występował jako support Johna Lee Hookera grając również z takimi muzykami bluesowymi jak Sonny Boy Williamson i T-Bone Walker. Z własnym zespołem przyczynił się do popularyzacji bluesa w Wielkiej Brytanii.
W 1965 roku do Bluesbreakers dołączył, po opuszczeniu The Yardbirds, Eric Clapton, niezadowolony z kierunku, w którym podążał zespół. Mayalla i Claptona łączyła pasja do chicagowskiego bluesa, a Clapton wspominał później, że Mayall miał „najbardziej niesamowitą kolekcję płyt, jaką kiedykolwiek widziałem”. Pierwsze sesje z udziałem Claptona wyprodukował Jimmy Page (który wkrótce odszedł do The Yardbirds). Z zespołu odszedł też na krótko Clapton, a jego miejsca zajął wtedy Peter Green. Gdy Clapton powrócił, zespół nagrał z nim swój pierwszy album, Blues Breakers with Eric Clapton, wydany w 1966 roku. Album okazał się sukcesem komercyjnym: we wrześniu doszedł do 6. miejsca na liście UK Albums Chart. Wznowiony w 1998 roku uzyskał 29 stycznia 2016 roku  w Wielkiej Brytanii certyfikat złotej płyty, znalazł się również na 195. miejscu Listy 500 albumów wszech czasów magazynu Rolling Stone. Clapton odszedł wkrótce po nagraniu albumu, by założyć Cream. Skład zespołu w drugiej połowie lat 60 cechowały liczne zmiany personalne, grali w nim między innymi Mick Fleetwood i Mick Taylor. W tym okresie Bluesbreakers wydał trzy kolejne albumy.
W 1968 roku zespół rozpoczął trasę koncertową po Stanach Zjednoczonych, która obejmowała występ w legendarnym Fillmore West w San Francisco u boku Jimiego Hendriksa.
W 1969 roku Mayall porzucił nazwę Bluesbreakers i przeniósł się do Kalifornii, gdzie spędził całe lata 70..
Zespół wykonywał zarówno standardy bluesowe, takie jak: „All Your Love” Otisa Rusha i Williego Dixona, „Parchman  Farm” Mose’a Allisona, „Ramblin’ on My Mind” Roberta Johnsona, „What’d I Say” Raya Charlesa jak i utwory lidera: „Crawling Up A Hill”, „Little Girl”, „Key To Love”, „Leaping Christine” czy „Dust My Blues”. Już w okresie pierwszych nagrań Mayall podejmował próby urozmaicenia aranżacji: „Another Man” (wykonany z akompaniamentem harmonijki ustnej i klaskania), „Sitting In The Rain” (opracowany na gitarę i kontrabas), „Another Kinda Love”, „Key To Love”, „So May Roads” (wykonany z towarzyszeniem sekcji instrumentów dętych).

### Lata 70. i późniejsze
W 1971 roku, z gościnnym udziałem Claptona i Taylora Mayall nagrał album Back to the Roots. W 1982 roku wskrzesił Bluesbreakers z udziałem Taylora, McVie i perkusisty Colina Allena. W kolejnych latach, ze zmieniającym się składem, nagrał szereg albumów, w realizacji których uczestniczyli licznych muzycy gościnni (między innymi Mavis Staples, Buddy Guy i John Lee Hooker).
W latach 90. Mayall kontynuował koncertowanie i nagrywanie, a pojawienie się teksańskiego gitarzysty Buddy’ego Whittingtona w 1993 roku nadało brzmieniu zespołu nowy wymiar.
W 2008 roku Mayall na stałe zrezygnował z nazwy Bluesbreakers, kontynuując jednocześnie intensywną działalność koncertową.
W 2020 roku Mayall wydał nagraną w 1967 roku  wraz z Peterem Greenem i Johnem McVie piosenkę „Curly”. Nagranie zostało zrealizowane przez Bluesbreakers dla BBC Sessions, jeszcze zanim Green opuścił zespół, aby założyć Fleetwood Mac. Utwór został włączony do kompilacji zatytułowanej The First Generation: 1966–1974, która ukazała się w 2021 roku.

## Członkowie
Przez Bluesbreakers w ciągu jego istnienia przewinęło się pod 100 muzyków. Wśród nich byli, poza wyżej wymienionymi: Keef  Hartley, Jack Bruce, Tony Reeves, Dick Heckstall-Smith, Jon Hiseman, John Almond, John Mark, Harvey Mandel, Larry Taylor, Freddie Robinson, Coco Montoya, Walter Trout, Bobby Haynes, Joe Yuele, jazzmeni: Don „Sugarcane” Harris, Richard „Blue” Mitchell, Lew Soloff, Clifford Solomon, Fred Jackson, Charles Owens, Fred Holloway, John Tropea, Victor Gaskin oraz wokalistki: Nancy Throckmorton, Dee McKinnie, Maggie Parker Mayall (żona muzyka) i Pat Smith.

## Znaczenie
John Mayall & the Bluesbreakers był przez całe lata 60. szkołą dla czołowych brytyjskich muzyków blues-rockowych tamtej epoki, takich jak: Eric Clapton, Peter Green, Mick Taylor, John McVie, Mick Fleetwood, Jack Bruce, Aynsley Dunbar, Dick Heckstall-Smith czy Andy Fraser, zaś John Mayall był tym, który potrafił wydobyć to, co najlepsze ze swoich młodszych podopiecznych.

## Dyskografia
- Blues Breakers with Eric Clapton (1966)
- A Hard Road (1967)
- Crusade (1967)
- Bare Wires (1968)
- The Power of the Blues (1987)
- The 1982 Reunion Concert (1994)
- The Power of the Blues (1997)